# J. B. Lenoir
J. B. Lenoir (Monticello, Mississippi, 1929. március 5.  –  Urbana, Illinois, 1967. április 29.) amerikai bluesgitáros, énekes.

## Pályakép
Apjától tanult meg gitározni. Tíz éves korában New Orleansban telepedtek le. Húsz évesen Chicagoba költözött. Első zenekarát 1950-ben alakította meg.
Dalaiban keményen bírálta az amerikai kormány politikáját, a társadalmi igazságtalanságokat. Egyáltalán nem volt a hatalom kedvence, a koreai és a vietnámi háború ellenzői közé tartozott. Eisenhower környezete a „Eisenhower Blues” és a „Mama Talk to Your Daughter” című számait be is tiltatta.
Zenésztársai, barátai között volt Big Bill Broonzy, Memphis Minnie, Robert Nighthawk, Sunnyland Slim.
Blind Lemon Jefferson, Sonny Boy Williamson, Elmore James követője volt – John Mayall, Jeff Beck, Elvin Bishop, Johnny Winter, Ry Cooder, Bonnie Raitt, a Led Zeppelin, B.B. King, Muddy Waters is műsorán tartotta számait.
Lenoir 1967. április 29-én halt meg autóbaleset következtében az Illinois állambeli Urbanában, 38 éves korában.

## Emlékezete
- John Mayall két dalt is írt róla, I'm Gonna Fight For You JB és Death of J. B. Lenoir címen – és ő is lemezre vette a „Mama Talk to Your Daughter” című dalt.

- A 2003-as dokumentumfilm, az (Egy ember lelke), amelyet Wim Wenders rendezett Martin Scorsese „The Blues” című sorozatának második részeként.

## Díjak
- 2011: Blues Hall of Fame

## Lemezei
(válogatás)
- Alabama Blues (1966)
- Natural Man (1970)
- Crusade (1970)
- J. B. Lenoir (1970)
- Chess Blues Masters (1976)
- Down in Mississippi (1980)
- Mojo Boogie (1980)
- Chess Masters (1984)
- Parrot Sessions, 1954–55: Vintage Chicago Blues (1989)
- His JOB Recordings 1951–1954 (1991)
- Lenoir (1991)
- J.B. Lenoir 1951–1958 (1992)
- Vietnam Blues: The Complete L&R Recordings (1995)
- One of These Mornings (2003)
- Live in ’63 (2003)
- Martin Scorsese Presents the Blues – J.B. Lenoir (2003)
- Alabama Blues (2004)
- If You Love Me (2004)
- J.B. Lenoir (2004)
- Mojo (2004)
- The Chronological J. B. Lenoir 1955–1956 (2007)
- I Don’t Know (2010)